# Triclistus epermeniae
Triclistus epermeniae är en stekelart som beskrevs av Shaw och Aeschlimann 1994. Triclistus epermeniae ingår i släktet Triclistus och familjen brokparasitsteklar. Inga underarter finns listade i Catalogue of Life.